# Апская волость
Апская волость (латыш. Apes pagasts) — одна из территориальных единиц Смилтенского края. Находится на Трапенской равнине Северо-Латвийской низменности в северо-восточной части Латвии на границе с Эстонией.
Граничит с городом Апе (эксклав) и Трапенской волостью своего края, Алсвикской, Яунлайценской и Вецлайценской волостями Алуксненского края, а также с волостью Рыуге эстонского уезда Вырумаа.
Наиболее крупные населённые пункты Апской волости: Ускани, Грубе, Грубес дзирнавас и Даушкани.
Административный центр волости находится в городе Апе.

## История
В 1935 году территория Яунрозской волости Валкского уезда составляла 48,91 км², на ней проживало 1014 человек.
В 1945 году в волости были образованы Апский и Яунрозский сельские советы. В 1949 году произошла отмена волостного деления и оба сельсовета были включены в состав Апского района. В 1954 году произошло их объединение. В 1956 году Апский район был ликвидирован. Апский сельсовет был переподчинён городу Апе и составил его сельскую территорию, к которой в 1963 году был присоединён совхоз «Падомью дзимтене» Яунлайценского сельсовета.
В 1990 году город Апе со своей сельской территорией был включён в состав Апского края. В 2010 году сельская территория города Апе была реорганизована в Апскую волость.
В 2021 году в результате новой административно-территориальной реформы Апский край был упразднён, Апская волость вошла в состав  Смилтенского края.